# Dornier Do 217
До́рнье Do 217 (нем. Dornier Do 217) — немецкий многоцелевой бомбардировщик времён Второй мировой войны.
Был разработан в качестве замены бомбардировщика Dornier Do 17. Первый прототип (Do 217 V1) взлетел 4 октября 1938 года. Выпускался серийно с ноября 1940 по май 1944 года. Всего было построено 1905 машин.

## Конструкция
Свободнонесущий цельнометаллический моноплан с двухкилевым оперением, убирающимися шасси и хвостовым колесом. Бомбардировщик создан в КБ фирмы Dornier Flugzeugwerke под руководством Клода Дорнье.
В 1937 г. Имперское министерство авиации (Reichsluftfahrtministerium) выступило с инициативой создания нового усовершенствованного варианта бомбардировщика Do 17Z. Новая машина должна была нести увеличенную бомбовую нагрузку, иметь больший запас топлива, а также обладать возможностью производить бомбометание с пикирования.
Сначала самолёт разрабатывался как развитие конструкции Do 17Z, но впоследствии концепция претерпела введение настолько существенных новшеств, что по сути явилась принципиально новой конструкцией, которую практически ничего не связывало с предшественником.
Прототип Do.217V1 был облётан в августе 1938 г.
Серийное производство первой серийной модификации Do 217E-1 началось в конце 1940 г.

## Боевое применение
Самолёты Do-217 разных модификаций применялись люфтваффе в качестве фоторазведчиков, бомбардировщиков, ночных истребителей. Эти самолёты использовались как носители радиоуправляемых планирующих бомб и для установки морских мин. Первые десять самолётов Do-217 с установленными в бомбоотсеке фотокамерами поступили на вооружение в конце 1940 года. В январе 1941 года эскадрилья фоторазведчиков, переброшенная в Румынию, приняла участие в разведывательном фотографировании территории Советского Союза. В бомбардировочные подразделения люфтваффе Do-217 стали поступать позже. Их применяли в ночных бомбардировках британских городов, кроме того, подразделения Do-217 наносили удары по англо-американским кораблям в проливе Ла-Манш и Северном море.
В конце 1942 года люфтваффе приняли на вооружение новые радиоуправляемые бомбы Hs293A и FX-1400.
Весной 1943 две авиагруппы получили новые модификации Do-217, приспособленные для действий с этими бомбами. В первых боевых вылетах с крылатыми бомбами Do-217 несли только одну Hs293A, которую подвешивали под правой половиной крыла. При этом под левой половиной крыла вешали 300-литровый сбрасываемый топливный бак. Он увеличивал дальность действия бомбардировщика, и заодно играл роль противовеса. 9 сентября 1943 произошло первое применение радиоуправляемой бомбы FX-1400 в проливе Бонифачо между Корсикой и Сардинией. Соединение из 11 Do-217 атаковало итальянские линкоры «Рома» и «Италия» (бывший «Литторио»), которые шли на Мальту, чтобы сдаться англичанам . Бомбардировщики с высоты около 7000 метров сбросили радиоуправляемые бомбы на идущие полным ходом корабли. Две из них попали в линкор «Рома», вызвав детонацию боеприпасов и взрыв корабля. Ещё одна бомба попала в однотипный линкор «Италия», но тот остался на плаву. В следующую неделю Do-217 принимали участие в операциях на юге Италии близ Салерно, где началась высадка англо-американских войск. При этом бомбами Fritz-X были повреждены линкор «Уорспайт», крейсеры «Саванна» и «Уганда», а также несколько вспомогательных судов.
Англо-американским войскам всё же удалось высадиться и закрепиться в Италии, что привело к значительному усилению их авиационно-истребительного прикрытия на этом театре военных действий. Подразделения «Дорнье» стали нести большие потери.
В 1942—1943 гг. было произведено 364 ночных истребителя Do-217 различных модификаций, многие самолёты оснащались радарами и различными вариантами вооружений для истребительных действий. Но этот самолёт оказался слишком тихоходным и тяжёлым в роли ночного истребителя. В начале 1944 года самолёты Do-217 стали постепенно убирать из ночных истребительных частей, и к середине года их там уже не осталось.
Последний случай боевого применения Do-217 во Второй мировой войне произошел 12 апреля 1945 года. 12 бомбардировщиков «Дорнье» из особого опытного подразделения пытались разрушить планирующими бомбами Hs293A мост через р. Одер, уже захваченный советскими войсками. Но, несмотря на несколько попаданий, большая часть пролетов моста уцелела.

## Модификации

### Do 217E-2
Силовая установка самолётов модификации Do 217E-2 состояла из двух 14-цилиндровых звездообразных двигателей воздушного охлаждения BMW801ML взлётной мощностью 1580 л. с.
По сравнению с Do 17Z оборонительное вооружение Do 217E-2 было существенно усилено. Самолёты были оснащены верхней электрифицированной турелью типа DL131, в которой устанавливался 13-мм пулемёт Rheinmetall-Borsig MG.131 с ленточным питанием и боекомплектом 500 патронов. Турель обеспечивала круговой обстрел по горизонту и угол вертикального наведения от 0° до 85°.
Кроме турели DL131, оборонительное вооружение самолёта включало одну 15-мм (или 20-мм) пушку Mauser MG.151/15 с боекомплектом 250 снарядов в носовой неподвижной установке (предназначалась для стрельбы по надводным целям), один 7,92-мм пулемёт Rheinmetall-Borsig MG.15 (боекомплект 750 патронов) в носовой подвижной установке. В нижней линзовой установке был установлен 13-мм крупнокалиберный пулемёт Rheinmetall-Borsig MG.131, а в двух боковых блистерах кабины было размещено по одному 7,92-мм пулемёту Rheinmetall-Borsig MG.15.
На Do 217E-2 мог быть установлен модификационный комплект R23, представлявший собой два неподвижных спаренных 7,92-мм пулемёта Mauser MG.81Z в хвостовой части фюзеляжа с боекомплектом 350 патронов на ствол. Огонь из них вёл пилот с помощью перископа RF2C и прицела PV1B, однако стрельба из этой установки имела больше психологический, чем реальный эффект.
Самолёт мог нести до 4000 кг бомб, из которых 2517 кг подвешивались во внутреннем бомбовом отсеке. Штатная бомбовая нагрузка включала четыре 500-кг или восемь 250-кг бомб. Были возможны и другие варианты боевой нагрузки, например, две морские неконтактные авиационные мины LMA или одна торпеда LTF5b.
В общей сложности было построено 185 самолётов модификации Do 217E-2.

### Do 217E-4
В конце 1941 г. начался выпуск бомбардировщиков модификации Do 217E-4, которая отличалась от модификации Е-2 главным образом новыми двигателями BMW801C со взлётной мощностью 1560 л. с., а также усиленной передней кромкой крыла, позволяющей перебивать тросы аэростатов заграждения. Кроме того, неподвижная пушка Mauser MG.151/15 была демонтирована, а вместо неё на месте курсового пулемёта была установлена 20-мм подвижная пушка Oerlikon-Ikaria MG.FF с барабанным питанием и суммарным боекомплектом 240 снарядов, которая зарекомендовала себя как более эффективное оружие против надводных целей.
Первоначально все самолёты Do 217E были оборудованы располагавшимся в хвостовой части решетчатым «зонтиком» воздушного тормоза, предназначенным для снижения скорости пикирования. Однако, поскольку добиться его надёжной работы никак не удавалось, каждая выпускаемая с завода машина была укомплектована сменным хвостовым конусом-обтекателем, укладывавшимся в бомбовый отсек. По прибытии самолёта в строевую часть механики, как правило, сразу же демонтировали «зонтик», устанавливая вместо него конус-обтекатель.
В таком виде Do 217E мог применяться лишь как горизонтальный бомбардировщик. Но поскольку проводка управления воздушным тормозом оставалась на месте, существовала возможность его обратной конверсии в пикировщик.
Начиная с модификации Do 217E-4 воздушный тормоз вовсе перестал устанавливался на самолёт, поскольку командование люфтваффе окончательно отказалось от идеи превратить Do 217E в пикирующий бомбардировщик.
Изначально в качестве приоритетных целей для Do 217E были определены английские города и корабли. Удары по первым целям были возложены на бомбардировочную эскадру KG2, противокорабельные задачи должна была выполнять специально сформированная эскадра KG40. Оба соединения должны были базироваться на аэродромах во Франции и Нидерландах.
Боевой дебют Do 217E над Великобританией состоялся в середине июля 1941 г., когда самолёты из KG2 и KG40 бомбили цели в Лондоне и предприятия Бирмингема.
Весной 1942 г. Do 217E обеих эскадр участвовали в так называемых «рейдах Баедекера» (Baedeker raids) — серии налётов на провинциальные английские города с большим количеством памятников архитектуры. Это была своеобразная месть за бомбёжку RAF немецких городов.
Обычно для налётов выбирались светлые или лунные ночи, а расчёт времени экипажами строился таким образом, чтобы выйти на цель около часа ночи. Небольшие города, не имевшие стратегического значения, были слабо прикрыты средствами ПВО, что позволяло экипажам бомбардировщиков сбрасывать свой бомбовый груз с высоты примерно 3000 метров с высокой для горизонтального бомбардировщика степенью точности.

### Do 217K-1
В конце лета 1942 г. было начато серийное производство новой бомбардировочной модификации Do 217K-1. Её создание было вызвано желанием конструкторов улучшить обзор с рабочего места пилота. Если на Do 217E имелся уступ перед лобовым стеклом пилотской кабины, то для Do 217K была разработана новая передняя часть кабины экипажа обтекаемой формы без уступа, общая для пилота и штурмана. Кабина экипажа стала более просторной, а обзор из неё улучшился. Помимо доработки кабины экипажа на Do 217K были применены более мощные 14-цилиндровые двигатели воздушного охлаждения BMW801D взлётной мощностью 1700 л. с.
Состав оборонительного вооружения в сравнении с Do 217E-4 был также изменён. Конструкторы отказались от курсовой 20-мм пушки. В подвижной огневой установке у штурмана был установлен спаренный 7,92-мм пулемёт Mauser MG.81Z (с боекомплектом 500 патронов на ствол). Вместо устаревших MG.15 в бортовых блистерах кабины были размещены два (позже их количество было увеличено до четырёх) 7,92-мм пулемёта Mauser MG.81 с ленточным питанием и боекомплектом по 750 патронов на ствол. Верхняя электрифицированная турель DL131 и нижняя стрелковая установка WL131 с 13-мм крупнокалиберными пулемётами Rheinmetall-Borsig MG.131 остались без изменений.
Масса максимальной бомбовой нагрузки Do 217K теперь могла достигать 4000 кг. В 1944 г. для Do 217K-1 были разработаны модификационные комплекты с установкой четырёх бомбодержателей ETC.2000/XII, которые могли располагаться на плоскостях крыла как с внешней стороны от мотогондол (R10), так и между мотогондолами и фюзеляжем (R15). Предполагалось, что в таком варианте подвесного вооружения самолёт сможет нести четыре торпеды LTF5b.
Изначально самолёты варианта Do.217K разрабатывались как ночные бомбардировщики. Их задачей должны были стать ночные налёты на Великобританию с бомбометанием по площадным целям с горизонтального полёта. Однако в случае необходимости на Do 217K-1 мог устанавливаться модификационный комплект R25 — хвостовой ленточный тормозной парашют для бомбометания с пикирования.

### Do 217M-1
Создание следующей модификации бомбардировщика Do 217 было вызвано нехваткой двигателей воздушного охлаждения BMW801 — такие моторы в первую очередь требовались для истребителей Fw-190A и ночных тяжелых истребителей Ju-88G.
Чтобы избежать перебоев в производстве бомбардировщиков Do 217K, конструкторы Dornier Flugzeugwerke быстро переработали конструкцию самолётов Do 217K-1 под установку двигателей жидкостного охлаждения DB603. 12-цилиндровый рядный двигатель жидкостного охлаждения DB603A обладал взлётной мощностью 1750 л. с. и был оснащён четырёхлопастным воздушным винтом диаметром 3,72 м.
Из-за большего, по сравнению с BMW801D, расхода топлива, дальность полёта Do 217M уменьшилась примерно на 150 км. Но прочие лётные характеристики новой модификации оказались лучше, чем у Do 217K. Например, возросла максимальная скорость полёта. Однако даже без боевой нагрузки самолёт мог лететь на одном работающем двигателе только со снижением.
Стрелковое вооружение и бомбовая нагрузка у Do 217M были такими же, как и у Do 217K, но в носовой огневой установке вместо спаренного 7,92-мм пулемёта Mauser MG.81Z был установлен 13-мм крупнокалиберный пулемёт Rheinmetall-Borsig MG.131.
Часть серийных машин была оснащена станциями радиотехнической разведки FuG216 «Neptun», работавшими в задней полусфере и служившими для обнаружения излучения РЛС британских ночных истребителей. Антенны станции FuG216 устанавливались на плоскостях крыла.
Производство самолётов с двигателями DB603A и BMW801D в 1942—1943 годы осуществлялось параллельно. Производство Do 217M-1 было прекращено в сентябре 1943 г. Всего было построено 443 шт.
В 1944 г. 37 машин модификации M-1 было переоборудовано в носители управляемого оружия Do 217M-11.
В ночь с 23 на 24 февраля 1944 г. один Do 217M-1 из эскадры KG2 был повреждён огнём зенитной артиллерии над Лондоном и с минимальными повреждениями достался англичанам — экипаж спешно покинул машину, но самолёт благополучно пролетел ещё около 100 км и самостоятельно сел «на брюхо» вблизи Кембриджа.

## Тактико-технические характеристики
Приведённые ниже характеристики соответствуют модификации Do 217M-1:

### Технические характеристики
- Экипаж: 4 человека
- Длина: 17,00 м
- Размах крыла: 19,00 м
- Высота: 4,96 м
- Площадь крыла: 57 м²
- Масса пустого: 9100 кг
- Максимальная взлётная масса: 16 700 кг
- Двигатели: 2× 12-цилиндровых DB 603A жидкостного охлаждения
- Мощность: 2× 1750 л. с. (1287 кВт)

### Лётные характеристики
- Максимальная скорость: 557 км/ч на высоте 5700 м
- Крейсерская скорость: 400 км/ч
- Практическая дальность: 2145 км
- Практический потолок: 7370 м (с максимальной бомбовой нагрузкой)
- Скороподъёмность: 3,5 м/с

### Вооружение
- Пулемётное:
  - 4× 7,92 мм пулемёта MG 81 в носовой и боковой точке
  - 2× 13 мм пулемётов MG 131 в задней и нижней точке
- Бомбовая нагрузка: до 4000 кг